# Typ (tryckeri)

Illustration över en metalltyp och dess delar. a bokstavsbild eller gravyr, b typbredd, c kägel, 1 skuldra (kött), 2 signatur, 3 ränna efter gjuttappen, 4 typkroppens huvud.

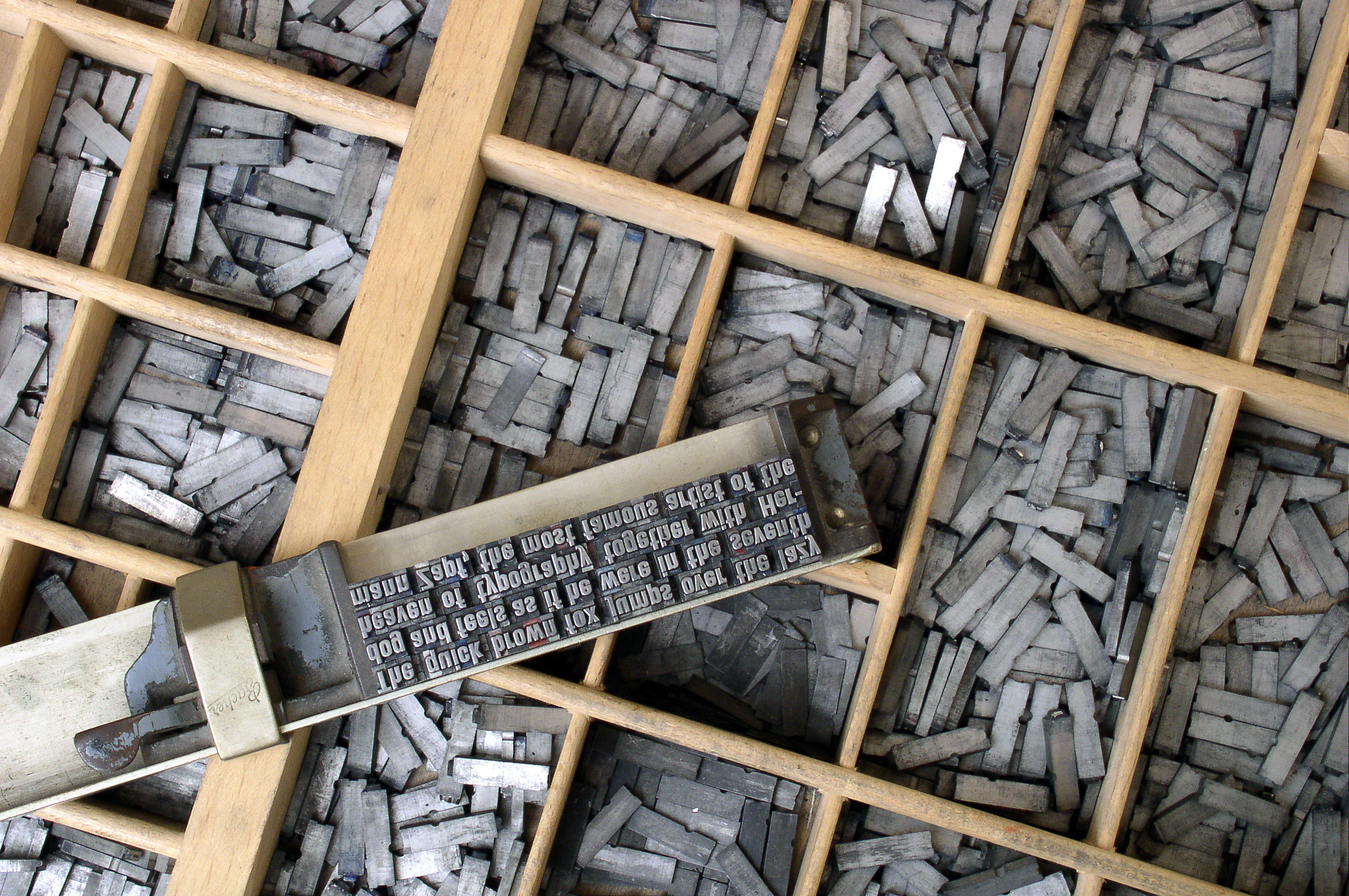
På bilden visas en sätthake, i vilken metalltyperna förr sattes för hand och sedan överfördes till sättskeppet där den slutliga sidan tog sin form, samt den kast i vilken metalltyperna finns ordnade.

Då textsidor förr sattes för hand, användes typer, d.v.s. enskilda stycken med spegelvända teckenavgjutningar, ungefär som stämplar, som sammanfogades för att bilda ord och meningar.
När de ordnade typerna, som i regel var gjutna i metall (exempelvis bly i legering med 17 till 20 % antimon), var satta, färgades de med tryckfärg för att sedan tryckas mot exempelvis ett pappersark och där på avge ett avtryck av respektive tecken.
De tryckbara typerna göts från matriser, gjutformar, vars gjutform i sin tur tillverkades från en patris.
Principen med enskilda, handsatta typer är den samma sedan 1400-talet då boktryckarkonsten uppfanns (även om man i Kina långt tidigare använt sig av liknande teknik), men har i modern tryckteknik nu ersatts av digitala lösningar.